# Волларт, Бриан
Бриан Волларт (нидерл. Bryan Wollaert; 26 июля 1978,) — бельгийский шашист и шахматист. Специализируется в игре в международных шашках. Чемпион Бельгии 2017 года, двукратный чемпион Бельгии по блицу. Мастер ФМЖД.
FMJD-Id: 10385.

## Спортивная биография
Ни разу не участвовал на чемпионатах Европы. Принял участие во Всемирных Интеллектуальных Играх 2008 года в Пекине, в Кубке Мира 2013 в Нидерландах, в чемпионате мира 2005 года, в первенствах мира среди юниоров (лучший результат — 14 место, 1994) и кадетов (до 16 лет).
Интеллектуальные Игры
2008 — классика: 29 место в группе «Китайская стена», не вышел в плей-офф
— рапид: 53 место из 140
Чемпионат мира по международным шашкам среди мужчин
- 2005 — 10 место из 10 в группе D, не вышел в финал
- 2017 — 24 место в полуфинале А.

Кубок Мира
- World Cup Wageningen GDB 2013 — 50 место[3]

первенства мира
среди юниоров
— 1996, 18 место из 20
— 1995, 18 место из 25
— 1994, 14 место из 22
среди кадетов
— 1992 — 11 место из 24
— 1992 — 16 место из 18
на национальном уровне
— Чемпион Бельгии 2017
— Чемпион Бельгии (блиц) 1998 и 2007
— В 2006, 2008 годах — вице-чемпион Бельгии.
— В 2001, 2002 (вместе с Рональд Шаллей), 2005 — третий призёр Бельгии.